# Navadni kristavec
Navadni kristavec ali svinjska dušica (znanstveno ime Datura stramonium) je enoletna rastlina iz družine razhudnikovk.

## Opis
Navadni kristavec je od 30 do 120 cm visoka enoletna rastlina, ki ima grobo, oblasto steblo. Na nekaj mestih se steblo vilasto deli, veje pa se nato na enak način še enkrat cepijo. Listi so na steblo nameščeni premenjalno, njihova oblika pa je trikotna ali jajčasta z velikimi vilastimi zobmi. Po listih se razpredajo bele žile, ki na spodnji strani izstopajo iz listne ploskve. Listi so na steblo nameščeni z dolgimi peclji. 
Cvetovi so trobentasti in se le redko povsem odprejo. Veliki so od 6 do 10 cm in poganjajo na kratkih pecljih iz zalistij in iz mest, kjer se steblo deli. Pojavljajo se posamično ali v parih. Barva cvetov je bela. Oplojeni cvetovi se razvijejo v okrogle, bodičaste glavice, ki po obliki in velikosti spominjajo na ježice divjega kostanja. Dozoreli plodovi se razprejo na štiri dele, v vsakem pa je nekaj ducatov malih črnih semen. 

## Razširjenost in uporabnost
Rastlina uspeva po zapuščenih, dobro pognojenih krajih. Pogosto se razrašča po razvalinah in ob gozdnih poteh, najdemo pa jo lahko tudi na peščenih rečnih bregovih in na smetiščih. Izvirala naj bi iz Severne Amerike, prvi pa jo je leta 1753 opisal Carl Linne. 
Vsi deli rastline so strupeni in imajo močan in neprijeten vonj. Navadni kristavec tako vsebuje podobne toksine kot volčja češnja, le v drugem razmerju. Vsebuje alkaloide atropin, hiosciaminin skopolamin, ki ga je v rastlini največ. Nekatere ameriške zvezne države prepovedujejo nakup, prodajo in vzgojo navadnega kristavca.
Na človeško telo v manjših količinah vpliva pomirjevalno. S skopolaminom, ki ga rastlina vsebuje, še danes pomirjajo in uspavajo porodnice, atropin pa upočasnjuje srčni utrip, zaradi česar so v preteklosti pripravke iz navadnega kristavca uporabljali kot uvod v narkozo.

## Galerija
- D.stramonium var tatula
- D.stramonium var tatula, cvet (od spredaj)
- D.stramonium var tatula, cvet (s strani)
- D.stramonium var tatula, plod